# Yokohama Hakkeijima Sea Paradise
Yokohama Hakkeijima Sea Paradise (横浜・八景島シーパラダイス?, Yokohama Shīparadaisu) è un parco divertimenti costituito da un acquario, un centro commerciale e da un hotel. Si trova a Kanazawa-ku, Yokohama, in Giappone. Fu aperto l'8 maggio 1993.
Si tratta di un parco di divertimenti pubblico. I visitatori hanno la possibilità di acquistare un abbonamento o pagare separatamente ogni attrazione.

## Nella cultura di massa
Yokohama Hakkeijima Sea Paradise è stato soggetto a luogo di ripresa dal film Gojira × Mekagojira.